# 1970-те
1970-те са десетилетие на 20 век, обхващащо периода от 1 януари 1970 г. до 31 декември 1979 г.
Историците от 21 век все повече описват 1970-те години на 20 век като „повратна точка“ в световната история, имайки предвид преди всичко икономическите сътресения. В западния свят продължават да се развиват социално-прогресивните тенденции, зародили се през 1960-те, като нарастваща политическа активност и икономическа свобода на жените. През 1979 г. изборите в Обединеното кралство са спечелени от Консервативната партия начело с Маргарет Тачър и тя става първата жена на поста министър-председател. Развитите индустриални страни (с изключение на Япония) влизат в икономическа рецесия, предизвикана от петролната криза от 1973 г.. За първи път се наблюдава стагфлация и това дава начало на тенденция за замяна на кейнсианската икономическа теория с неолиберална. Първото неолиберално правителство е в Чили след извършения от генерал Пиночет през 1973 г. преврат.
В Азия ситуацията се променя след признаването на Китайската народна република от ООН, смъртта на Мао Дзъдун и началото на либерализация на икономиката от неговите наследници. В същия период японската икономика бележи голям възход и става втора в света, изпреварвайки икономиката на ГФР. САЩ изтеглят войските си и войната във Виетнам приключва. През 1979 г. СССР нахлува в Афганистан и започва война, продължила десет години.
В Близкия изток Египет и Сирия обявяват война на Израел, но към края на десетилетието е подписано Кемпдейвидското споразумение от Ануар Садат и Менахем Бегин. То обаче не е прието добре в арабския и мюсюлманския свят. Политическото напрежение в Иран кулминира в иранската революция от 1979, която събаря династията Пахлави и установява ислямска република начело с аятолах Хомейни.
В Африка продължава политическата нестабилност и военните преврати. През 1974 г. в Етиопия император Хайле Селасие е свален чрез преврат от промарксистки настроени офицери и през 1977 г. Менгисту Хайле Мариам взема властта и поема курс към социализъм. Продължава и процесът на деколонизация, като след възстановяването на демокрацията в Португалия Ангола и Мозамбик получават независимост през 1975 г.